# Wolf Heinrich von Baudissin de Jongere

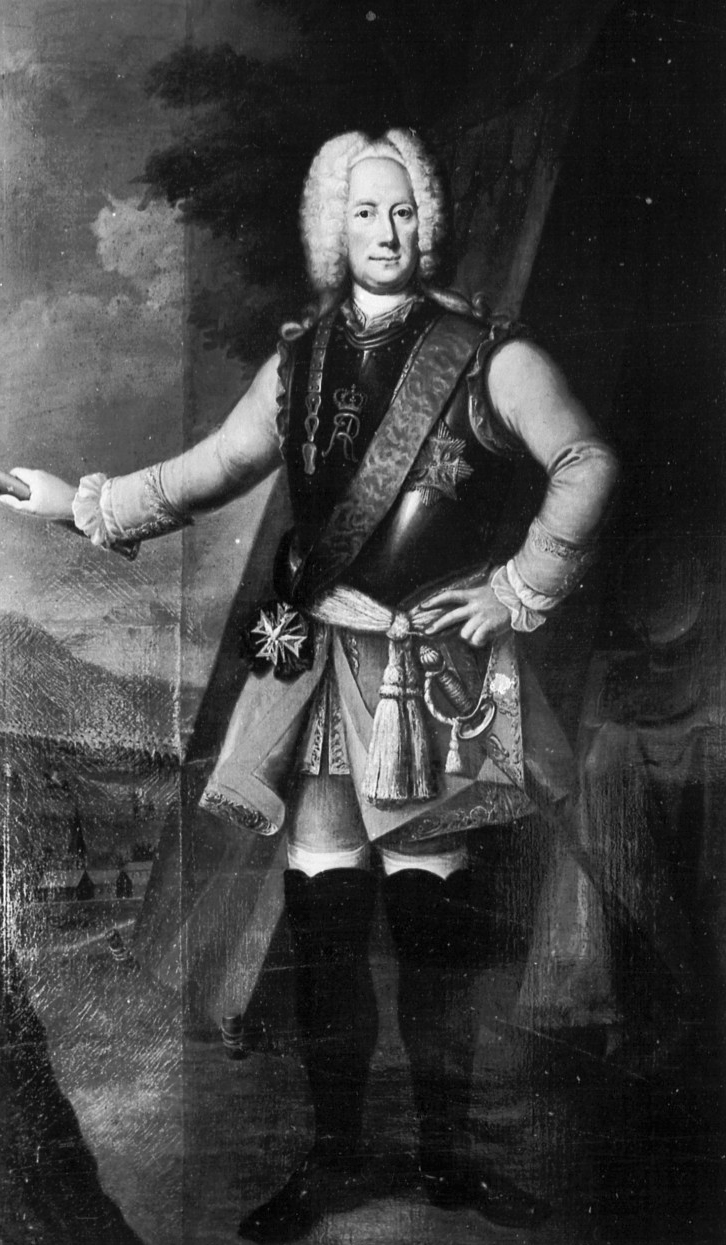
Wolf Heinrich von Baudissin de Jongere (1671–1748).

Wolf Heinrich von Baudissin de Jongere, na 1748 rijksgraaf van Baudissin, ook wel van Baudis, (Lebrade, 1 september 1671 - aldaar, 24 juli 1748) was een Duits aristocraat en militair. Hij was de naamgenoot van zijn grootvader, generaal Wolf Heinrich von Baudissin de Oudere. Wolf Heinrich von Baudissin de Jongere maakte zich verdienstelijk tijdens de Grote Noordse Oorlog, de Spaanse Successieoorlog in het  graafschap Vlaanderen en het hertogdom Brabant. Hij was ook Pools-Saksisch minister in dienst van Frederik August III van Polen en Saksen.
De erfelijke titel van rijksgraaf van het Heilige Roomse Rijk met een zetel in de Duitse Rijksdag werd hem in 1745 ad personam door de als rijksvoogd optredende keurvorst van Saksen toegekend.
Hij werd op 7 oktober 1736 een van de eerste ridders in de pas ingestelde Pools-Saksische Militaire Orde van Sint-Hendrik. Hij droeg ook de Poolse Orde van de Witte Adelaar.
Baudussin